# Diatrizoato
El diatrizoato, también conocido como amidotrizoato, es un agente de contraste utilizado durante las radiografías. Esto incluye al visualizar las venas, el sistema urinario, el bazo y las articulaciones, así como durante la tomografía computarizada. Se administra por vía oral, inyección en una vena, inyección en la vejiga o por vía rectal.
Los efectos secundarios relativamente comunes incluyen vómitos, diarrea y enrojecimiento de la piel.  Otros efectos secundarios incluyen picazón, problemas renales, presión arterial baja y reacciones alérgicas.  No se recomienda en personas que tienen alergia al yodo. El diatrizoato es un agente de radiocontraste iónico yodado con alta osmolalidad.
El diatrizoato fue aprobado para uso médico en los Estados Unidos en 1954. Está en la Lista de medicamentos esenciales de la Organización Mundial de la Salud, los medicamentos más efectivos y seguros que se necesitan en un sistema de salud. El costo mayorista en el mundo en desarrollo es de aproximadamente US$5,49 por vial de 20 ml. En los Estados Unidos una dosis cuesta menos de US$25.

## Usos médicos
El ácido diatrizoico se puede usar como una alternativa al sulfato de bario para imágenes médicas del tracto gastrointestinal, como series gastrointestinales superiores y series del intestino delgado. Está indicado para su uso en pacientes alérgicos al bario o en los casos en que el bario pueda filtrarse en la cavidad abdominal. No recubre el revestimiento del estómago/intestino, así como el bario, por lo que no se usa comúnmente para este propósito. 
Se utiliza para la pielografía intravenosa. 
También se usa para tratar la Ascaris lumbricoides (lombrices intestinales). El diatrizoato en realidad no mata a la Ascaris, pero en cambio promueve el desplazamiento del líquido a la luz intestinal, por lo que puede aliviar la obstrucción intestinal causada por la Ascaris impactada.

### Administración
- Se administra por vía intravenosa para mejorar el contraste en la tomografía computarizada, para visualizar los riñones y las estructuras relacionadas y para visualizar los vasos sanguíneos.
- Se administra por vía oral o por enema para obtener imágenes del tracto gastrointestinal.
- Se administra mediante un catéter de Foley para obtener imágenes del tracto urinario.

## Contraindicaciones
Un historial de sensibilidad al yodo no es una contraindicación para el uso de diatrizoato, aunque sugiere precaución en el uso del agente. En este caso, se puede administrar un régimen de corticosteroides orales o intravenosos como profilaxis, o puede preferirse una alternativa como el sulfato de bario. 
Gastrografin está contraindicado para ser usado junto con ciertos medicamentos que pueden causar acidosis láctica, como la metformina. El uso simultáneo puede conducir a insuficiencia renal y acidosis láctica, y un médico puede necesitar separar los agentes durante varios días para evitar una interacción.
La gastrografina es una solución hipertónica y, por lo tanto, debe evitarse en estudios de imagen del tracto gastrointestinal superior en pacientes con riesgo de aspiración, ya que causará un edema pulmonar inmediato si se introduce accidentalmente en el árbol traqueobronquial. 
Urografin no debe utilizarse para mielografía, ventriculografía o cisternografía, ya que es probable que provoque síntomas neurotóxicos en estos exámenes.

## Química
El diatrizoato se considera un agente de contraste de alta osmolalidad. Su osmolalidad varía desde aproximadamente 1500 mOsm/kg (solución al 50%) a más de 2000 mOsm/kg (solución al 76%).

## Nombres comerciales
Los nombres comerciales incluyen Hypaque, Gastrografin, MD-Gastroview, Iothalmate y Urografin.  Urografin es una combinación de las sales de sodio y meglumina. 